# Jimmy Briggs
James Briggs, meglio conosciuto con il soprannome Jimmy (Dundee, 8 aprile 1937 – Dundee, 11 aprile 2011), è stato un calciatore scozzese, di ruolo difensore.

## Biografia
Sposò Margaret, figlia di Bob Shankly, anch'egli ex calciatore ed allenatore, e nipote di Bill Shankly, nazionale scozzese e allenatore tra le altre del Liverpool. Da Margaret ebbe due figlie.

## Carriera
Formatosi nel St. Mary Y.C. di Dundee, per volontà dell'allenatore Reg Smith nel giugno 1955 passa al Dundee Utd, con cui ottiene la promozione in massima serie al termine della Scottish Division Two 1959-1960, grazie al secondo posto ottenuto. Entrato già nei primi anni tra i titolari fissi, dovette interrompere la militanza nei Tangerines a causa del servizio militare: due anni dopo, adempiuto al dovere, Briggs torna stabilmente tra i titolari fissi della squadra divenendone anche dalla stagione 1963-1964 il capitano, sinché il 27 gennaio 1968, in un incontro contro il St. Mirren, si ruppe una gamba e tale infortunio lo relegò tra le riserve, soprattutto dopo una ricaduta avvenuta nello stesso anno. Impegnato nella squadra riserve, fece da maestro al giovane Walter Smith, che divenne poi una delle colonne portanti negli anni seguenti.
Con gli Arabs ha vinto quattro Forfarshire Cup oltre ad ottenere come miglior piazzamento tre quinto posto nella Scottish Division One 1965-1966, 1968-1969 e 1969-1970.
Con il suo club partecipò alla Coppa delle Fiere 1966-1967, ove eliminò nei sedicesimi di finale i campioni in carica del Barcellona, prima squadra scozzese a vincere in una trasferta in Spagna, ma venendo eliminato nel turno successivo dagli italiani della Juventus. Nella Coppa delle Fiere 1969-1970, con il suo invece si ferma ai trentaduesimi di finale, eliminato dagli inglesi del Newcastle Utd.
Venne inserito nel famedio del club nel 2008.
Nell'estate 1967 con gli scozzesi disputò il campionato nordamericano organizzato dalla United Soccer Association: accadde infatti che tale campionato fu disputato da formazioni europee e sudamericane per conto delle franchigie ufficialmente iscritte al campionato, che per ragioni di tempo non avevano potuto allestire le proprie squadre. Il Dundee United rappresentò il Dallas Tornado, che concluse la Western Division al sesto ed ultimo posto.
Svincolato dagli Arabs nel maggio 1970, si accasa al Montrose e successivamente al Keith.

## Palmarès
- Forfarshire Cup: 4

Dundee Utd: 1960-1961, 1962-1963, 1964-1965, 1968-1969